# ریزدیپلام
ریزدیپلام (انگلیسی: Risdiplam) با نام تجاری اِوْریزدی (Evrysdi) نام دارویی است که جهت درمان آتروفی عضلانی نخاعی به‌کار می‌رود و نخستین داروی خوراکی تاییدشده برای این بیماری محسوب می‌شود. این دارو تعدیل‌کنندهٔ پیرایش آران‌ای جهت SMN2 است.
عوارض جانبی شایع دارو تب، اسهال، بثورات پوستی، زخم دهان، درد مفصلی و عفونت ادراری است. سایر عوارض در نوزادان نیز شامل عفونت دستگاه تنفسی، سینه‌پهلو، یبوست و استفراغ است.
این دارو را سازمان غذا و داروی آمریکا در اوت ۲۰۲۰ برای درمان آتروفی عضلانی نخاعی در کودکان بالای ۲ سال و بالغین تأیید کرد. ریزدیپلام با همیاری «پی‌تی‌سی تراپوتیکس» و «بنیاد آتروفی عضلانی نخاعی» ساخته شده و در ایالات متحده آمریکا توسط شرکت جننتک (از زیرمجموعه‌های هوفمان-لا روش) بازاریابی می‌شود.

## موارد مصرف
در ایالات متحده آمریکا ریزدیپلام جهت درمان بیماری آتروفی عضلانی نخاعی در بالغین و کودکان بالای ۲ سال مورد پذیرش واقع شده‌است.

## عوارض جانبی
شایع‌ترین عوارض جانبی این دارو شامل تب، اسهال، زخم‌های دهانی آرترالژی و عفونت ادراری است. سایر عوارض در شیرخواران عبارتند از: عفونت راه‌های تنفسی فوقانی، سینه پهلو، یبوست و استفراغ.
ریزدیپلام را هرگز نباید به‌همراه مشتقات MATE به‌کار رود، چرا که سبب افزایش غلطت پلاسمایی این داروها می‌گردد.

## مکانیسم عمل
ریزدیپلام، علتِ اصلی بیماری را هدف قرار می‌دهد: کاهش سطح پروتئین SMN. این پروتئین توسط ژن‌های SMN1 و SMN2 کُدگذاری می‌شود. آتروفی عضلانی نخاعی در اثر جهش ژن SMN1 ایجاد می‌شود که سبب تولید پروتئین‌های SMN ناکارامد و معیوب می‌گردند. میزان فعالیت ژن‌های SMN2 که در حالت عادی، مقدار کمتری از پروتئین SMN را می‌سازند، تعین‌کنندهٔ شدت بیماری خواهد بود.
ریزدیپلام یک مشتق پیریدازین است که پیرایش آران‌ای ژن SMN2 را تغییر می‌دهد و با اینکار تولید و غلطت درون سلولی پروتئین SMN را تا دو برابر افزایش می‌دهد.
داروی نوسی‌نِـرسن نیز که نخستین داروی تاییدشدهٔ درمان این بیماری بود، با روش مشابهی کار می‌کند.

## اثربخشی
بی‌خطری و اثربخشی ریزدیپلام در آتروفی عضلانی نخاعیِ زودرس و دیررس، طی دو کارآزمایی بالینی در حال بررسی و مطالعه است.
در کارآزمایی بالینی اول که به روی ۴۱ بیمار مبتلا به نوع زودرس انجام شد، اثربخشی بیماری بر پایه توانایی نشستن بیمار به مدت ۵ ثانیه بدون کمک اطرافیان بررسی شد. پس از ۱۲ ماه درمان، ۲۹٪ بیماران قادر بودند بدون کمک به مدت بیش از ۵ ثانیه بنشینند. پس از ۲۳ ماه درمان یا بیشتر، ۸۱٪ بیمارت بدون تنفس مکانیکی دائمی زنده بودند. با اینکه این کارآزمایی بالینی، بیماران را با گروه دیگری که تحت درمان پلاسیبو باشند، مقایسه نکرد، اما این نتایج با توجه به سیر مورد انتظار از این بیماری در صورت عدم درمان، مطلوب بود.
کارآزمایی بالینی دوم که بر روی نوعِ دیررس بیماری انجام شد، یک کارآزمایی تصادفی کنترل‌شده بود که بر روی ۱۸۰ بیمار در سنین ۲ تا ۲۵ سال که مبتلا به نوع خفیف بیماری بودند، صورت گرفت. بیمارانی که با ریزدیپلام به مدت ۱۲ ماه درمان شدند، بهبود نسبی در عملکرد حرکتی در مقایسه با بیمارانی پیدا کردند که تحت درمان پلاسیبو بودند.
هم‌اکنون دو کارآزمایی بالینی دیگر در حال انجام است (اوت ۲۰۲۰).

## ریزدیپلام در ایران
ریسدیپلام در گذشته به صورت نامنظم و محدود در دسترس بیماران ایرانی قرار گرفت. در طی این سال‌ها همواره انجمن SMA و خانواده‌های این بیماران خواهان دسترسی به این دارو برای رفاه حال بیماران و جلوگیری از وخامت حال آن‌ها بودند. با این حال به دلیل قیمت بسیار زیاد آن، این دارو به صورت پیوسته و عمومی برای بیماران فراهم نشد. 
از آذرماه سال 1403، داروی ریزدیپلام ساخت ایران با نام تجاری اورلیژن وارد بازار شد. این دارو اکنون توسط شرکت روناژن تولید می‌شود و کشور ایران را به دومین تولیدکننده جهانی این داروی حیاتی تبدیل کرده است.

## جامعه و فرهنگ

### وضعیت قانونی
سازمان غذا و داروی آمریکا (FDA) مجوز بازاریابی و فروش این دارو را در ۷ اوت ۲۰۲۰ به شرکت جننتک اعطا کرد. پیش‌تر، این سازمان درخواست‌هایی جهت «بررسی تسریع شده»، «داروی اولویت‌دار» و مجوز داروهای کم‌کاربرد در سال ۲۰۱۹ دریافت کرده بود. جننتک یک مجوز «بازبینی داروهای اولویت‌دار بیماری های نادر اطفال» هم دریافت داشت.
آژانس دارویی اروپا (EMA) یک مجوز «داروی اولویت‌دار» در سال ۲۰۱۸ میلادی و یک مجوز داروهای کم‌کاربرد در سال ۲۰۱۹ به ریزدیپلام داد.
از ماه ۲۰۲۰ شرکت هوفمان-لا روش درخواست مجوز بازاریابی و فروش را در کشورهای برزیل، شیلی، چین، اتحادیهٔ اروپا، اندونزی، روسیه، کره جنوبی و تایوان داده‌است.

### نام‌ها
ریزدیپلام یک نام غیراختصاصی بین‌المللی (INN) است.

### توزیع خیرخواهانه
از اواخر سال ۲۰۱۹ میلادی، شرکت هوفمان-لا روش این دارو را به‌طور مجانی در سرتاسر جهان به افراد واجد شرایط و تحت یک برنامهٔ خیرخواهانه اهدا نموده است.